# 德拉圖什
德拉圖什，本名約翰‧大衛‧迪格斯‧拉圖許（或譯拉都希、拉都胥、拉圖雪，1861年6月5日—1935年5月6日），是一位愛爾蘭鳥類學家，博物學家和動物學家，曾在大清皇家海關總稅務司擔任海關人員。
拉圖許出生於一個法國胡格諾派家族，但他在英國巴斯接受教育，於1882年進入清朝帝國海關總署，直到1921年。退休後，他隱居都柏林，後遷至威克洛郡。
他在中國任職期間進行了廣泛的鳥類觀察，製作大量標本並出版多本著作。
拉圖許犬吻蝠( Tadarida latouchei )、山溪後棱蛇( Opisthotropis latouchii ) 與拉都希氏赤蛙 (Hylarana latouchii) 等以他的名字命名。